# Comic Beam
Comic Beam (コミックビーム) é uma revista de mangá japonês. Seu público-alvo são homens adultos (seinen). A Enterbrain publica a revista mensalmente desde novembro de 1995. Em 2006 teve uma circulação de 25.000 exemplares.
Os mangás publicados pela Comic Beam incluem Emma de Karou Mori, sobre a história de amor entre uma empregada doméstica e um homem aristocrata na Inglaterra Victoriana. Emma foi adaptado em uma série de anime traduzida em muitos idiomas. Koi no Mon conta a história de um grupo de otakus, suas vidas e romances. A comédia de Hanyu-new virou filme em 2004.

## Mangakas e séries publicadas naComic Beam
| Título da série                                                           | Autor             | Início            |
| ------------------------------------------------------------------------- | ----------------- | ----------------- |
| Areyo Hoshikuzu (あれよ星屑)                                              | Yamada Sansuke    | Agosto de 2013    |
| Battery (バッテリー)                                                      | Asano Atsuko      | Junho de 2016     |
| Chimamire Sukeban Chainsaw (血まみれスケバン・チェーンソー)               | Mikamoto Rei      | Outubro de 2009   |
| Chitei Ryokou (地底旅行)                                                  | Kurazono Norihiko | Setembro de 2015  |
| Deathco (デスコ)                                                          | Kaneko Atsushi    | Janeiro de 2014   |
| Imuri (イムリ)                                                            | Miyake Ranjou     | Julho de 2006     |
| Juuza no UIna (銃座のウルナ)                                              | Izu Tooru         | Outubro de 2015   |
| Manga Gokudou (まんが極道)                                                | Karasawa Nawoki   | 2006              |
| Medamayaki no Kimi Itsu Tsubusu? (目玉焼きの黄身 いつつぶす?)             | Oohinata Gou      | Setembro de 2012  |
| Scatter: Anata ga Koko ni Ite Hoshii (SCATTER -あなたがここにいてほしい-) | Arai Hideki       | Agosto de 2009    |
| Sunabouzu (砂ぼうず)                                                      | Usune Masatoshi   | Agosto de 1997    |
| Tomino no Jigoku (トミノの地獄)                                           | Maruo Suehiro     | Fevereiro de 2014 |
| Ultra Heaven (ウルトラヘヴン)                                             | Koike Keiichi     | Junho de 2001     |